# 莱茵河畔林茨
莱茵河畔林茨（德語：Linz am Rhein，發音：[ˈlɪnts ʔam ˈʁaɪn] ⓘ）是德国莱茵兰-普法尔茨州新维德县的城市，是莱茵河畔林茨联合市镇的行政中心，面积17.98平方千米，2023年12月31日人口为6,417人。

## 友好城市
- 奥地利 林茨
- 美国 玛丽埃塔
- 法國 波尔尼克